# Jupiterovi nepravilni sateliti
Izvan putanja galilejanskih satelita nalazi se u orbiti oko Jupitera još 55 mala satelita u nepravilnim putanjama.

## Povijest otkrića
Himaliju, prvootkriveni iz skupine Jupiterovih nepravilnih satelita otkrio je 1904. godine astronom Charles Dillon Perrine. Perrine već sljedeće (1905.) godine otkriva i satelit Elaru. Već 1908. godine Philibert Jacques Melotte otkriva Pasife.
Sljedećih 60 godina monopol nad otkrivanjem Jupiterovih satelita držao je astronom Seth Barnes Nicholson koji je u ovom razdoblju otkrio 4 satelita: Sinope (1914.), Lisiteju i Karme (1938.) te Ananke (1951). Ledu je 1974. godine otkrio Charles T. Kowal. 
Godine 1975. otkriven je Themisto, mali satelit između putanja Kalista i Lede, ali mu se zagubio trag sve do 2000. godine kada je ponovno pronađen. Zbog toga je ovaj satelit do listopada 2002. imao dva privremena imena: S/1975 J1 i S/2000 J1.
Posjet letjelica Voyager 1 i Voyager 2 (1979) otkrio je još 3 unutarnja satelita satelita, dok je broj vanjskih nepravilnih satelita ostao isti.
Broj satelita nije rastao sve do 1999. godine kada je, u sklopu "Spacewatch" projekta uz pomoć "Minor planet Center", otkriven Callirrhoe (S/1999 J1).
Već sljedeće godine tim (u kojem je bio i David Jewitt koji je još kao student otkrio Adrasteju) vođen Scottom Sheppardom otkriva čak 10 satelita (ne računajući Themista) koji su dobili privremena imena S/2000 J2 do S/2000 J11. U listopadu 2002. su određena imana za 9 od 10 satelita (bez S/2000 J11) koja glase (redom od J2 do J10): Kalyke, Iocaste, Erinome, Harpalyke, Isonoe, Praxidike, Megaclite, Taygete i Chaldene. Isti tim u svibnju 2002. objavljuje da je, nakon nekoliko mjeseci praćenja 11 tijela otkrivenih krajem 2001., sa sigurnošću utvrđeno da se radi o Jupiterovim satelitima. 
Krajem 2002. tim Scotta Shepparda objavio je otkriće još jednog, 40. Jupiterovog satelita, nazvanog S/2002 J1. Do kraja 2003. godine otkriven je još 23 satelita.
U bliskoj budućnosti se planira daljnja potraga za Jupiterovim satelitima. Prema procjenama Sheppardovog tima, Jupiter bi mogao imati još stotinjak satelita s promjerima većim od 1 km. 

## Podjela nepravilnih satelita u grupe
Na osnovu sličnosti među orbitama (podjednake inklinacije) moguće je satelite ugrubo podijeliti u nekoliko grupa. Sateliti iz iste grupe vjerojatno su nastali raspadom nekog većeg asteroida uhvaćenog Jupiterovom gravitacijom. Grupe dobivaju ime prema najvećem satelitu u grupi. Najbližih 7 satelita su u progradnim (direktnim) orbitama, dok se daljih 48 gibaju retrogradno.
Progradni sateliti su podijeljeni u dvije grupe, a 1 novootkriveni satelit, kojem putanja nije precizno utvrđena možda pripada nekoj novoj grupi.
Čak 48 satelita (slika 3., crvene linije) nalazi se u grupi s prosječnim udaljenostima od Jupitera između 18 i 29 milijun km i inklinacijama (nagib putanje prema ravnini Jupiterova ekvatora) između 140° i 166°, što znači da su im orbite retrogradne. Ovi retrogradni sateliti se dijele u 3 grupe, pri čemu 22 novootkrivenih (otkriveni su tijekom 2003.) još uvijek nema precizno određene putanje da bi ih se pridijelilo određenoj grupi.

## Progradni nepravilni sateliti
grupa Themisto ( 1 )
Prvi satelit izvan orbita 8 najbližih satelita (4 unutrašnja + 4 velika galilejanska) je Themisto koji se giba progradno (ili direktno, tj. u smjeru Jupiterove rotacije). Themisto je jedini član grupe Themisto čiji su članovi progradni nepravilni sateliti. Srednji promjer mu iznosi tek oko 9 km.
grupa Himalia ( 5 )
Sljedeću grupu čine sateliti (u zagradama je promjer satelita): Leda (18 km, slika 1.), Himalija (184 km), Lisiteja (38 km), Elara (78 km) i S/2000 J11 (4 km). Velike poluosi putanja ovih satelita oko Jupitera iznose između 11.1 i 12.6 milijuna km. Orbite su im, u odnosu na Jupiterov ekvator, nagnute (dakle, imaju inklinacije) od 26° do 29°, a što znači da se kreću progradno (inklinacija < 90°). 
grupa Karpo (1)
Satelit Karpo jedini je od 49 novootkrivenih satelita čija je putanja progradna. 

## Retrogradni nepravilni sateliti
grupa Ananke ( 9 )
Ova grupa obuhvaća retrogradne satelite na udaljenostima od Jupitera između 19.3 i 21.3 milijuna km, te s inklinacijama između 145° i 151°. Redom od Jupitera prema vani nalaze se Euporie, Orthosie, Euanthe, Thyone, Harpalyke, Hermippe, Praxidike, Iocaste i Ananke. Ananke je najveći, a prosječni promjer mu iznosi oko 28 km. Ostali sateliti su s promjerima između 2 i 7 km.
Osnovni podaci o grupi Ananke.
grupa Carme (10)
Ova grupa obuhvaća retrogradne satelite na udaljenostima od Jupitera između 22.9 i 23.6 milijuna km, te s inklinacijama između 164.9° i 165.2°. Redom od Jupitera prema vani nalaze se S/2002 J1, Pasithee, Chaldene, Kale, Isonoe, Aitne, Erinome, Taygete, Karme (Carme) i Kalyke. Karme je najveći, a prosječni promjer mu iznosi oko 46 km. Ostali sateliti su s promjerima između 2 i 5 km.
Osnovni podaci o grupi Karme.
grupa Pasife ( 7 )
Ova grupa obuhvaća retrogradne satelite na udaljenostima od Jupitera između 22.8 i 24.1 milijuna km, te s inklinacijama između 147° i 158°. Redom od Jupitera prema vani nalaze se Eurydome, Autonoe, Sponde, Pasife (Pasiphae), Megaclite, Sinope i Callirrhoe. Najveći su Pasife (promjera 58 km) i Sinope (38 km), dok ostali sateliti imaju promjer između 2 i 7 km.
Osnovni podaci o grupi Pasife.
Novootkriveni retrogradni sateliti, orbite još uvijek neprecizne ( 22 )
Sateliti S/2003 J1 do S/2003 J23 su otkriveni tijekom 2003. godine, pa im putanje još nisu precizno otvrđene. Jedini čiji su podaci nešto bolje poznati je S/2003 J8. Ovi se sateliti (osim S/2003 J20) nalaze na udaljenostima od Jupitera između 18.3 i 28.6 milijuna km, a imaju inklinacije između 140° i 165°. Promjeri ovih satelita su između 1 i 4 km.
Osnovni podaci o novim nepravilnim retrogradnom satelitima.

## Porijeklo
Velika udaljenost od Jupitera te eliptične i nagnute orbite upućuju na asteroidno porijeklo. S obzirom na to da nije poznat proces zahvaćanja asteroida, smatra se da su ova tijela ulovljena od strane Jupitera u vrijeme dok je Jupiter još rastao, u ranim stadijima nastanka Sunčevog Sustava. Raspad asteroida na manje dijelove mogao bi biti posljedica Jupiterovih plimnih sila ili sudara s drugim tijelima.
Točan mehanizam zahvaćanja nije poznat, no postoje dvije hipoteze. Prema prvoj hipotezi asteroidi (budući sateliti) su zahvaćeni nabujalom atmosferom proto-Jupitera. Dio asteroida je izgorio u atmosferi kao meteori, dok je preostali samo usporeni do te mjere da su ostali u orbiti oko Jupitera. Ako je ova hipoteza točna, oko Jupitera ne bi smjelo biti vrlo malih satelita jer oni pri zahvatu ne bi preživjeli sudar s atmosferom već bi izgorjeli kao meteori. 
Prema drugoj hipotezi, brzo-rastući Jupiter zahvatio je planetezimale u bliskim putanjama. Ovaj način zahvata manjih tijela je neselektivan prema veličini, pa predviđa postojanje Jupiterovih satelita svih veličina. 
Kad se jednom točnije utvrdi, raspodjela satelita prema veličini mogla bi riješiti ovu dilemu. Vođa tima Scott S. Sheppard više vjeruje u prvu hipotezu, te upozorava da bi sateliti na donjoj granici, koju ova hipoteza predviđa, još neko vrijeme mogli biti izvan dosega naših teleskopa.

## Vanjske poveznice
- Jupiterovi nepravilni sateliti  Arhivirana inačica izvorne stranice od 14. ožujka 2005. (Wayback Machine)